# تکسشو روخو
تکسشو روخو (انگلیسی: Txetxu Rojo) (۲۸ ژانویهٔ ۱۹۴۷ – ۲۳ دسامبر ۲۰۲۲) بازیکن فوتبال اهل اسپانیا بود.
از باشگاه‌هایی که در آنها بازی کرده بود می‌توان به باشگاه فوتبال اتلتیک بیلبائو و باشگاه فوتبال اتلتیک بیلبائو بی اشاره کرد.
وی همچنین در تیم‌های ملی فوتبال زیر ۱۸ سال اسپانیا، زیر ۲۳ سال اسپانیا، و اسپانیا سابقه بازی دارد.